# Portland Fire

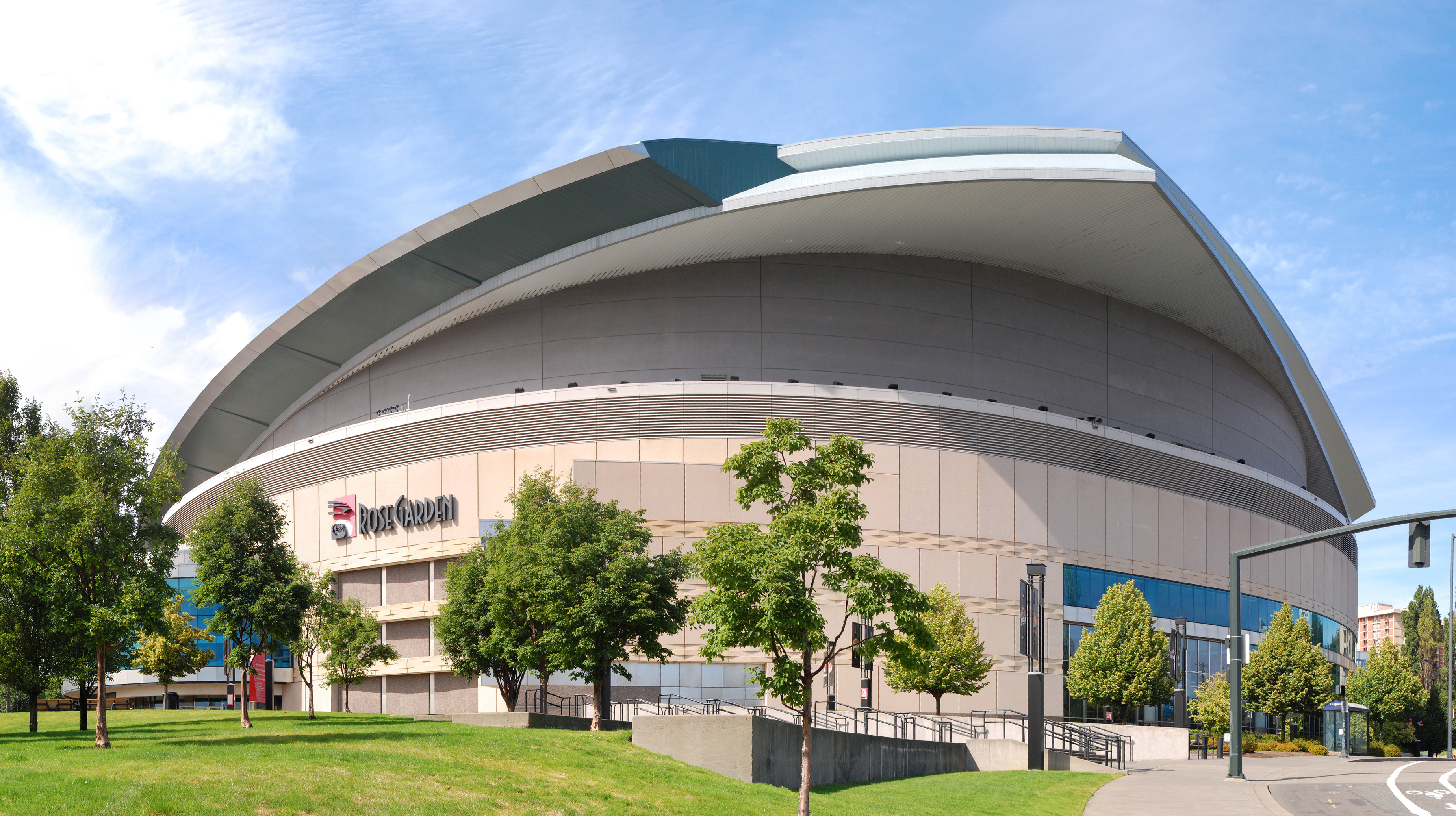
Portland Fire's hemmaarena Rose Garden.

Portland Fire, som grundades 2000 och upplöstes 2002, var en basketklubb i Portland i Oregon som spelade i damligan WNBA mellan säsongerna 2000 och 2002. Laget spelade sina hemmamatcher i Rose Garden och var ett så kallat systerlag till NBA-laget Portland Trail Blazers.

## Historia
Portlands första match i ligan spelades hemma den 31 maj 2000 som de förlorade mot Houston Comets med 89-93, och under sin korta WNBA-historia, bara tre säsonger, tog sig Portland aldrig till slutspelet. Portland är tillsammans med Chicago Sky de enda lag som aldrig tagit sig till slutspel. Efter att ha kommit näst sist i den västra konferensen under både 2000 och 2001 var Portland riktigt nära att nå slutspelet 2002, men efter att ha förlorat de fyra sista matcherna missade de slutspelet. Portlands sista WNBA-match spelades den 11 augusti 2002 hemma mot Phoenix Mercury, och förlorades med 70-73.